# Вабамун
Вабамун (англ. Wabamun) — село в Канаді, у провінції Альберта, у складі муніципального району Паркленд.

## Населення
За даними перепису 2016 року, село нараховувало 682 особи, показавши зростання на 3,2%, порівняно з 2011-м роком. Середня густина населення становила 190,5 осіб/км².
З офіційних мов обидвома одночасно володіли 20 жителів, тільки англійською — 660. Усього 15 осіб вважали рідною мовою не одну з офіційних, з них 5 — українську.
Працездатне населення становило 330 осіб (58,4% усього населення), рівень безробіття — 13,6% (12,8% серед чоловіків та 11,1% серед жінок). 93,9% осіб були найманими працівниками, а 6,1% — самозайнятими.
Середній дохід на особу становив $47 082 (медіана $34 208), при цьому для чоловіків — $56 421, а для жінок $34 401 (медіани — $51 840 та $23 744 відповідно).
27,4% мешканців мали закінчену шкільну освіту, не мали закінченої шкільної освіти — 28,3%, 44,2% мали післяшкільну освіту, з яких 8% мали диплом бакалавра, або вищий.
| Статево-вікова структура населення | Статево-вікова структура населення | Статево-вікова структура населення | Статево-вікова структура населення | Статево-вікова структура населення |
| ---------------------------------- | ---------------------------------- | ---------------------------------- | ---------------------------------- | ---------------------------------- |
|                                    |                                    |                                    |                                    |                                    |
| Всього                             | Всього                             | 52,2%47,8%                         |                                    |                                    |
| 0 — 14 років                       | 0 — 14 років                       |                                    | 19,1%                              | 19,1%                              |
| 15 — 64 років                      | 15 — 64 років                      |                                    | 60,3%                              | 60,3%                              |
| 65 і більше                        | 65 і більше                        |                                    | 20,6%                              | 20,6%                              |
| 85 і більше                        | 85 і більше                        |                                    | 1,5%                               | 1,5%                               |
| Середній вік (років)               | Середній вік (років)               | 42,842,7                           | 42,7                               | 42,7                               |
| Медіана (років)                    | Медіана (років)                    | 45,643,0                           | 44,5                               | 44,5                               |
| — чоловіки — жінки                 |                                    |                                    |                                    |                                    |

| Походження мешканців:     | Походження мешканців:     | Походження мешканців: | Походження мешканців: | Походження мешканців: |
| ------------------------- | ------------------------- | --------------------- | --------------------- | --------------------- |
| Походження                |                           |                       | осіб                  | %                     |
| Корінні американці        | Корінні американці        |                       | 90                    | 13.24%                |
| Інше північноамериканське | Інше північноамериканське |                       | 190                   | 27.94%                |
| Європейське               | Європейське               |                       | 575                   | 84.56%                |
| британське                | британське                |                       | 420                   | 61.76%                |
| французьке                | французьке                |                       | 70                    | 10.29%                |
| українське                | українське                |                       | 65                    | 9.56%                 |
| Океанійське               | Океанійське               |                       | 10                    | 1.47%                 |

| Зайнятість населення за галузями (за класифікацією NOC): | Зайнятість населення за галузями (за класифікацією NOC): | Зайнятість населення за галузями (за класифікацією NOC): | Зайнятість населення за галузями (за класифікацією NOC): | Зайнятість населення за галузями (за класифікацією NOC): |
| -------------------------------------------------------- | -------------------------------------------------------- | -------------------------------------------------------- | -------------------------------------------------------- | -------------------------------------------------------- |
|                                                          |                                                          |                                                          |                                                          |                                                          |
| Управління                                               | Управління                                               |                                                          | 10,6%                                                    | 10,6%                                                    |
| Бізнес, фінанси та адміністрування                       | Бізнес, фінанси та адміністрування                       |                                                          | 9,1%                                                     | 9,1%                                                     |
| Природничі та прикладні науки                            | Природничі та прикладні науки                            |                                                          | 6,1%                                                     | 6,1%                                                     |
| Охорона здоров'я                                         | Охорона здоров'я                                         |                                                          | 3%                                                       | 3%                                                       |
| Освіта, правозахист, муніципальні та урядові служби      | Освіта, правозахист, муніципальні та урядові служби      |                                                          | 6,1%                                                     | 6,1%                                                     |
| Роздрібна торгівля та послуги                            | Роздрібна торгівля та послуги                            |                                                          | 30,3%                                                    | 30,3%                                                    |
| Гуртова торгівля, транспорт та обладнання                | Гуртова торгівля, транспорт та обладнання                |                                                          | 30,3%                                                    | 30,3%                                                    |
| Виробництво                                              | Виробництво                                              |                                                          | 4,5%                                                     | 4,5%                                                     |

## Клімат
Середня річна температура становить 2,7°C, середня максимальна – 21,1°C, а середня мінімальна – -19,1°C. Середня річна кількість опадів – 518 мм.
| Клімат поселення                              | Клімат поселення | Клімат поселення | Клімат поселення | Клімат поселення | Клімат поселення | Клімат поселення | Клімат поселення | Клімат поселення | Клімат поселення | Клімат поселення | Клімат поселення | Клімат поселення | Клімат поселення |
| Показник                                      | Січ.             | Лют.             | Бер.             | Квіт.            | Трав.            | Черв.            | Лип.             | Серп.            | Вер.             | Жовт.            | Лист.            | Груд.            |                  |
| Середній максимум, °C                         | −7,09            | −3,7             | 1,68             | 9,29             | 15,40            | 19,60            | 21,05            | 20,63            | 15,48            | 10,17            | 0,98             | −4,66            |                  |
| Середня температура, °C                       | −13,09           | −9,7             | −4,3             | 3,32             | 9,41             | 13,60            | 15,94            | 15,52            | 10,38            | 5,05             | −4,13            | −9,74            |                  |
| Середній мінімум, °C                          | −19,07           | −15,68           | −10,29           | −2,69            | 3,43             | 7,62             | 10,84            | 10,42            | 5,26             | −0,05            | −9,22            | −14,86           |                  |
| Норма опадів, мм                              | 26               | 17               | 19               | 28               | 54               | 89               | 100              | 70               | 46               | 27               | 23               | 19               |                  |
| Середньомісячна швидкість вітру, м/с          | 3.16             | 3.40             | 3.40             | 3.54             | 3.50             | 3.14             | 2.90             | 2.80             | 3.00             | 3.30             | 3.16             | 3.16             |                  |
| Середньомісячна сонячна радіація, кДж/м²·день | 3330             | 6833             | 12141            | 17241            | 20548            | 21912            | 22114            | 18526            | 12552            | 7402             | 3734             | 2474             |                  |
| --------------------------------------------- | ---------------- | ---------------- | ---------------- | ---------------- | ---------------- | ---------------- | ---------------- | ---------------- | ---------------- | ---------------- | ---------------- | ---------------- | ---------------- |
| Джерело:                                      |                  |                  |                  |                  |                  |                  |                  |                  |                  |                  |                  |                  |                  |